# چون هو جین
چون هو جین (به کره‌ای:천호진؛ زادهٔ ۹ سپتامبر ۱۹۶۰) بازیگر اهل کره جنوبی است. او به دلیل بازی در نقش چوی هیو وون در مجموعه تلویزیونی دونگ یی شناخته شد.

## فیلم‌شناسی

### فیلم
- همسایه(۲۰۱۲)
- راه من(۲۰۱۱)

### مجموعه تلویزیونی
- دکتر غریبه(2014)(SBS)
- ۲هفته(2013)(MBC)
- دکتر خوب(2013)(KBS2)
- هشدار زشت(2013)(SBS)
- شکارچی شهر(2012)(SBS)
- میداس(2011)(SBS)
- دونگ یی (2010)(MBC)
- بخند، تو(2009)(SBS)
- ملکه برفی(2006-2007)(KBS)
- مدل(1997)(SBS)